# Sebastian M. Schmidt

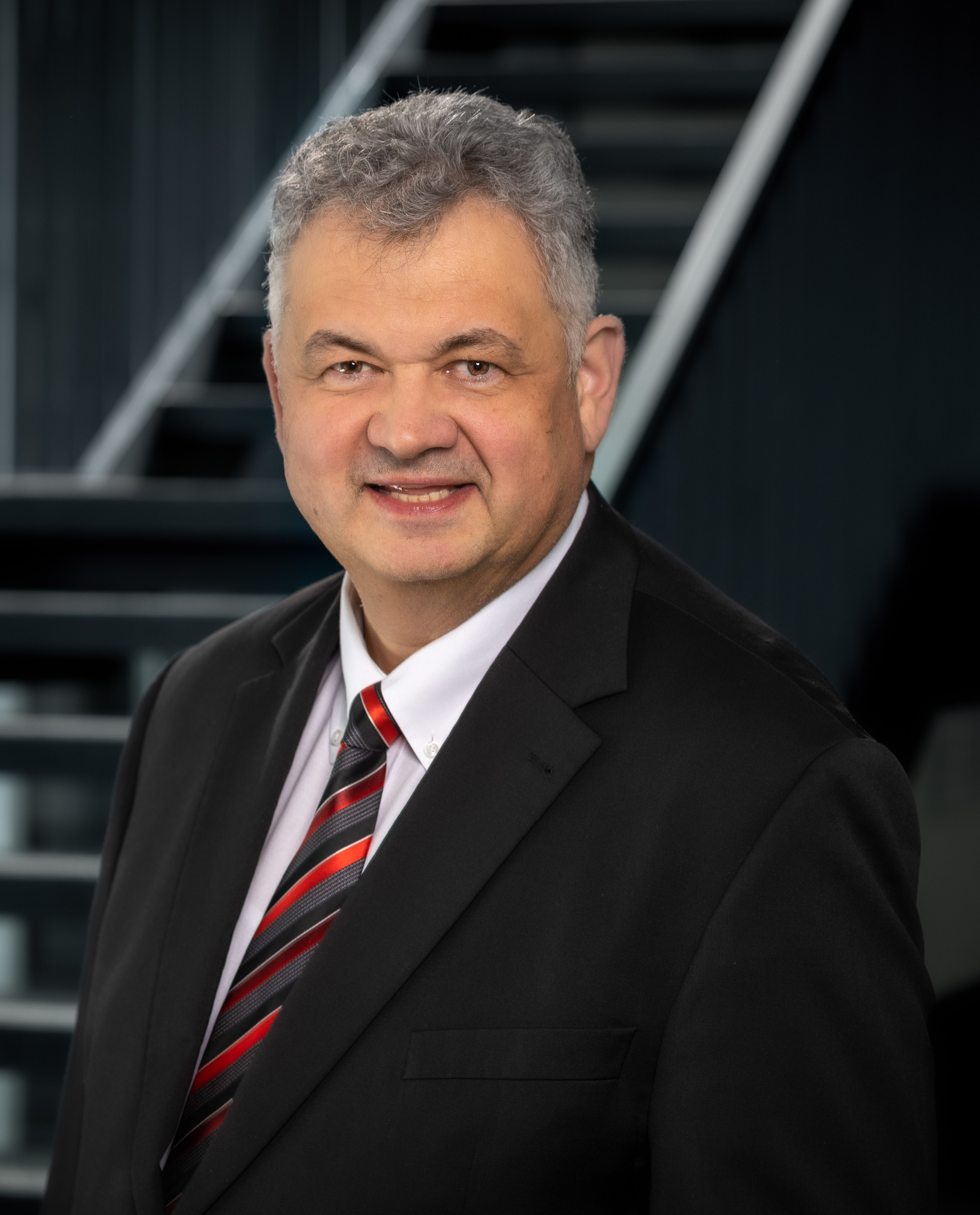
Prof. Sebastian M. Schmidt

Sebastian M. Schmidt (* 6. Juni 1967 in Stralsund, aufgewachsen in Greifswald) ist ein deutscher Physiker und Wissenschaftsmanager und seit 2020 Wissenschaftlicher Direktor des Helmholtz-Zentrums Dresden-Rossendorf. Sein Forschungsgebiet als Theoretischer Physiker ist die Quantenstatistik stark korrelierter Systeme, insbesondere die Quantenchromodynamik (QCD) und die Quantenelektrodynamik (QED) unter extremen Bedingungen.

## Biografie
Schmidt begann seine wissenschaftliche Laufbahn an der Universität Rostock und am Vereinigten Institut für Kernforschung in Dubna. Die Promotion in Theoretischer Physik zum Dr. rer. nat. schloss er 1995 in Rostock ab. Als Minerva-Stipendiat war er an der Universität Tel Aviv (1995–1996) sowie als Stipendiat der Alexander-von-Humboldt-Stiftung am Argonne National Laboratory (1999–2000). Dazwischen arbeitete Schmidt zwei Jahre als wissenschaftlicher Mitarbeiter an der Universität Rostock. Im Jahr 2000 übernahm er die Leitung einer Emmy Noether-Nachwuchsgruppe der Deutschen Forschungsgemeinschaft (DFG) an der Eberhard Karls Universität Tübingen. 2001 folgte die Habilitation an den Universitäten Tübingen und Rostock. 
Von 2002 bis 2006 war Schmidt zunächst Mitarbeiter, dann Geschäftsführer der Geschäftsstelle der Helmholtz-Gemeinschaft in Berlin. Von 2007 bis 2020 fungierte er als Vorstandsmitglied des Forschungszentrums Jülich für die Bereiche Materie und Information. Von 2020 bis 2024 war er zudem Vorsitzender des Hochschulrats der Kutaisi International University in Georgien.
Von 2012 bis Ende Juni 2024 hatte er eine Professur für Physik an der RWTH Aachen inne. Im Juli 2024 wurde er zum Professor für Quantenstatistik stark korrelierter Systeme an die TU Dresden berufen. Seit 1. Januar 2025 ist er Vizepräsident für den Forschungsbereich Materie der Helmholtz-Gemeinschaft.
Schmidt ist Mitglied der Deutschen Physikalischen Gesellschaft. Er ist verheiratet und Vater von zwei Kindern.

## Preise und Auszeichnungen
- Honorarprofessor an der TU Dortmund (2009)
- Gastprofessor am Shanghai Institute of Microsystem and Information Technology (2013)
- Honorarprofessor an der Jiaotong-Universität Xi’an in China (2015)
- Ehrendoktor der Georgischen Technischen Universität Tbilissi (2014)
- Ehrendoktor der Staatlichen Iwane-Dschawachischwili-Universität Tbilissi (2015)
- Mitglied der Deutschen Akademie der Technikwissenschaften (acatech, 2023)
- Alumnus der Studienstiftung des Deutschen Volkes